# Hussein Khouja
Ne doit pas être confondu avec Hussein Khodja.
 (juin 2019).
Si vous disposez d'ouvrages ou d'articles de référence ou si vous connaissez des sites web de qualité traitant du thème abordé ici, merci de compléter l'article en donnant les références utiles à sa vérifiabilité et en les liant à la section « Notes et références ».
Hussein Khouja, de son nom complet Hadj Hassine Khouja Ben Ali Ben Slimane El Hanafy, né en 1666 à Tunis et mort en 1732, est un homme politique et historien tunisien.

## Biographie
Son grand-père est un officier turc arrivé en Tunisie sous le règne de Youssef Dey. Son père, kouloughli et officier de la milice à son tour, fait le choix d'une éducation littéraire et religieuse pour son fils Hussein. Il le fait instruire dans les médersas de la capitale et celui-ci acquiert une solide formation au contact de religieux. C'est là que le titre de khouja (secrétaire ou clerc) lui est accolé.
Les troubles liés aux Révolutions de Tunis en 1700 le poussent à faire un voyage vers l'Orient. Il accomplit le pèlerinage et visite Alexandrie où il s'installe deux ans avant de revenir à Tunis vers 1704. Hussein Ier Bey, le nouveau souverain, lui confie la charge de secrétaire à la chancellerie (diwan el incha).
Il effectue un second voyage en 1714 pour parfaire sa connaissance du monde islamique de l'époque et effectue un second pèlerinage : il séjourne quelque temps à Kairouan puis prend la mer pour aller à Alexandrie puis Damas, où il prend contact avec plusieurs savants de l'époque ; il visite enfin La Mecque et Médine. Depuis Alexandrie, où il revient quelques mois plus tard, il embarque vers La Goulette mais une tempête détourne son navire et l'oblige à débarquer à Monastir.
Il reprend ses anciennes charges et devient vite ministre de la Plume. Il y met à profit sa connaissance des langues arabe, turque, latine et persane.

## Publications
Ce sont toutefois ses études et ses nombreuses publications qui occupent la majorité de son temps. Parmi ses principales œuvres peuvent être citées :
- (ar) الاسرار الكمينة باحوال الكينة كينة [« Le secret de la quinine »], Carthage, Beït El Hikma,‎ 1993, 85 p. (ISBN 978-9-973-92908-2), p. 11 : un traité de botanique et pharmacopée sur le quinquina, écrit en 1726, plante importée des Amériques et utilisée par les marins de Méditerranée en prévention de plusieurs maladies ;
- Bacha'ir ahl el iman bi foutouhat ahl othmane : une description de la culture, des sciences, de la géographie et de la vie politique des pays et des populations de l'Empire ottoman ;
- Dhil bacha'ir ahl el iman bi tounes : un traité de géographie et d'histoire de la Tunisie, de la conquête turque au règne des premiers souverains husseinites, qui décrit notamment les principales villes comme Tunis, Kairouan, Sousse et Sfax.